# Лано дел Медио (Њу Мексико)
Лано дел Медио (енгл. Llano del Medio) насељено је место без административног статуса у америчкој савезној држави Њу Мексико.

## Демографија
По попису из 2010. године број становника је 118.
| Група             | 2000.    | 2010.       |
| Белци             | 0 (0,0%) | 6 (5,1%)    |
| Афроамериканци    | 0 (0,0%) | 1 (0,8%)    |
| Азијати           | 0 (0,0%) | 0 (0,0%)    |
| Хиспаноамериканци | 0 (0,0%) | 111 (94,1%) |
| Укупно            | 0        | 118         |